# Turistická značená trasa 5803

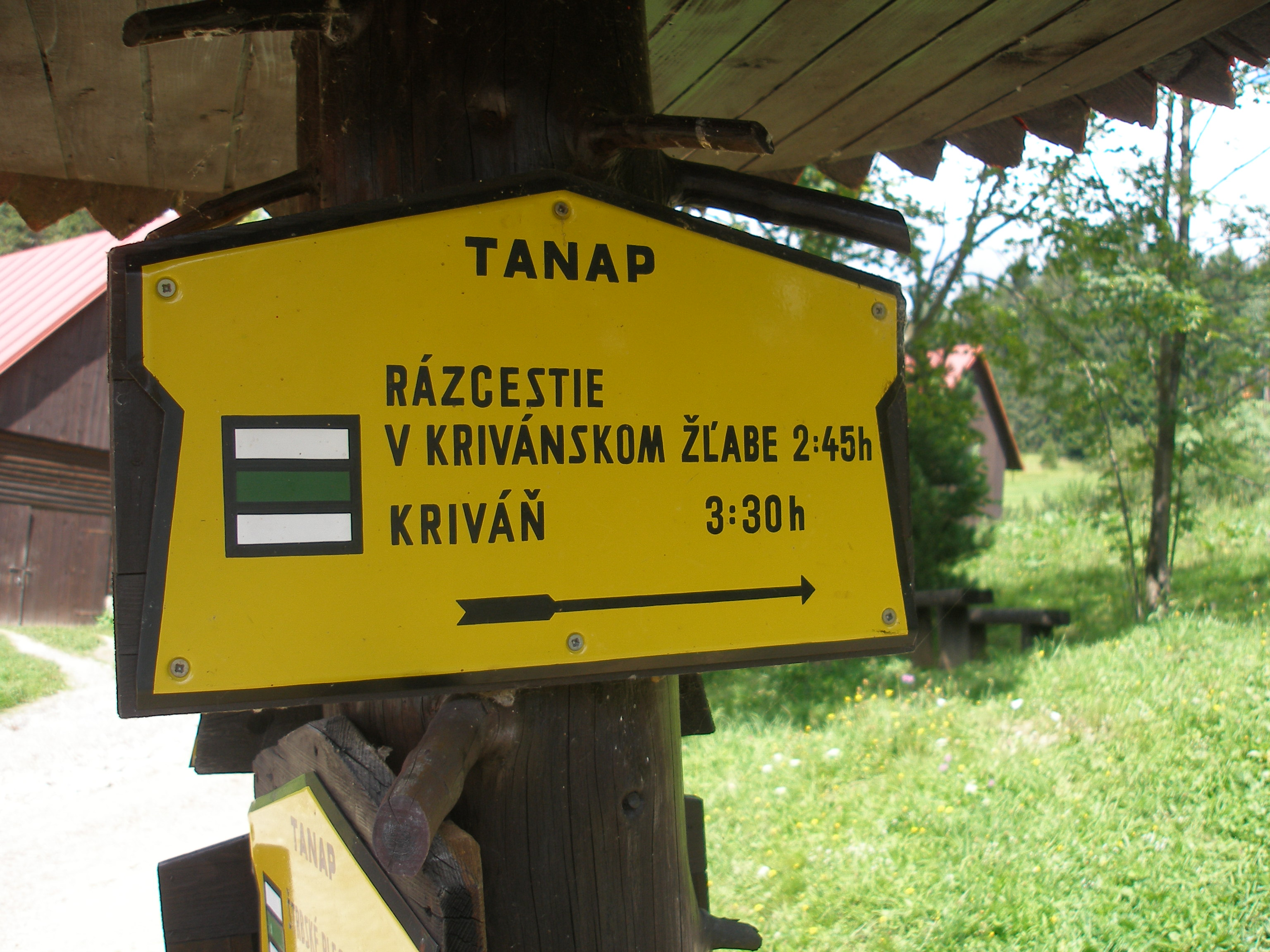
Turistická značená trasa 5803 na obrázku

 Turistická značená trasa 5803 je zelená značka ve Vysokých Tatrách na Slovensku určená pro pěší turistiku, která vede od Liečebneho domu Solisko u Štrbského plesa severně od silnice II/537 na rozcestí Tri studničky a dál na rozcestí pod Krivánem v Krivánském žľabu.

## Přístupnost
Přístup veřejnosti je mezi Štrbským plesem a rozcestím Tri studničky je možný po celý rok. Výstup do Krivánského žľabu je možný pouze v letním období od 16. června do 31. října.

## Popis trasy
| vzdálenost km | čas hod | nadmořská výška | místo                                    | souběžné trasy        | navazující trasy | směr navazujících tras |
| ------------- | ------- | --------------- | ---------------------------------------- | --------------------- | ---------------- | ---------------------- |
| 0,0           | 0:00    | 1 355           | Štrbské pleso (Liečebny dom Solisko)     | 0930                  | 2836a            | ↑Škutnastá poľana      |
| 0,0           | 0:00    | 1 355           | Štrbské pleso (Liečebny dom Solisko)     | 0930                  | 2836a            | ↓Tatranská Štrba       |
| 0,0           | 0:00    | 1 355           | Štrbské pleso (Liečebny dom Solisko)     | 0930                  | 0930             | ↑Jamské pleso          |
| 0,0           | 0:00    | 1 355           | Štrbské pleso (Liečebny dom Solisko)     | 0930                  | 8853             | ↑Bystrá lávka          |
| —             | —       | 1 305           | most přes Lieskovec                      |                       |                  |                        |
| —             | —       | 1 305           | most přes Furkotský potok                |                       |                  |                        |
| 4,3           | 1:05    | 1 225           | Jamrichovo rázcestie most přes Biely Váh |                       | 2903             | ↑Kriváň                |
| 4,3           | 1:05    | 1 225           | Jamrichovo rázcestie most přes Biely Váh | II/537 cyklotrasa 007 | ↓Tri studničky   |                        |
| 4,3           | 1:05    | 1 225           | Jamrichovo rázcestie most přes Biely Váh | II/537 cyklotrasa 007 | ↑Vyšné Hágy      |                        |
| —             | —       | 1 200           | most přes Mlyničnou vodu                 |                       |                  |                        |
| 9,6           | 2:25    | 1 180           | bývalá Važecká chata                     | 0930                  | 0930             | ↑Jamské pleso          |
| —             | —       | —               | most přes Mláky                          | 0930                  |                  |                        |
| 10,2          | 2:35    | 1 140           | Tri studničky                            | 2902 0930             |                  |                        |
| —             | —       | —               | nad Trema studničkama                    | 2902 0930             | 2902 0930        | ↑Nad Bytom             |
| —             | —       | —               | pod Grúnikem                             | —                     | —                | —                      |
| 15,3          | 5:25    | 2 120           | Krivánský žľab                           |                       | 2903             | ↑Kriváň                |
| 15,3          | 5:25    | 2 120           | Krivánský žľab                           | ↓Jamské pleso         | 2903             |                        |